# عبيد الله الأعرج
عبيد الله الأعرج هو عبيد الله بن الحسين الأصغر بن علي السجاد بن الحسين بن علي بن أبي طالب، وأمه أم خالد بنت مصعب بن الزبير بن العوام، من ذرية آل البيت، لقب بالأعرج لنقص في أحدى رجليه، وقيل جده السجاد من سماه بذلك، كان ذو سيادة ومقام رفيع في العراق وخراسان ومن وجهاء الهواشم في زمانه، سواء من العلويين أو العباسيين أو غيرهم.
برز بعد اشتراكه بالثورة العباسية، واشتهر بعد ترشيحه للخلافة على المسلمين عقب سقوط الدولة الأموية، وظهر كمنافس للعباسيين، لكنه تنازل عن ترشيحه وذلك للمصلحة العامة، توفي بالمدينة المنورة، وعقب 4 أولاد، وهم علي الصالح وجعفر الحجة ومحمد الجواني وحمزة المختلس، كانوا امتدادًا لنسله، إذ يعد عبيد الله الجد الأعلى لقبيلة السادة الأعرجية الهاشمية.